# 이한철 (기업인)
이한철은 목포시의 시내버스를 독점 운영해온 태원여객·유진운수의 회장이었다. 전남관광활성화 기여로 석탑산업훈장을 받았다.
 2023년 경영을 포기하고 노선을 양도하기로 하였다. 2024년 6월 10일 목포시의 시내버스를 독점 운영중인 태원여객·유진운수가 파산하였다.